# Distrito de Goms
El distrito de Goms (en francés district de Conches) es uno de los catorce distritos del cantón del Valais, Suiza, situado al extremo oriental del cantón. Tiene una superficie de 588,3 km². Es el tercer distrito en superficie y el segundo menos poblado.

## Geografía
El distrito hace parte de la llamada zona del Valais Alto (Oberwallis/Haut-Valais). Limita al norte con el distrito administrativo de Interlaken-Oberhasli (cantón de Berna), al este con el cantón de Uri y el distrito de Leventina (cantón del Tesino), al sureste y sur con la Provincia del Verbano Cusio Ossola (IT-21), y al oeste con los distritos de Raroña oriental, distrito de Brig y Raroña occidental.
El distrito se encuentra situado entre los alpes valaisanos y los alpes berneses, su máxima elevación es el Finsteraarhorn (4.274 m). Otras cimas importantes son: Aletschhorn (4.195 m), Jungfrau (4.158 m), Mönch (4.105 m), Fiescherhorn (4.049 m) y Grünhorn (4.044 m).
El río principal es el Ródano. Otros ríos importantes son el Agene, que nace en el Paso de Nufen y el Binna, que forma el Binntal, el principal valle lateral del distrito. 

## Historia
Décimo del Valais hasta 1798, distrito del cantón del Valais bajo la República Helvética (distrito de Ernen, 1798-1802), décimo de la República del Valais (1802-1810), círculo o cantón del departamento francés del Simplon (1810-1848) y distrito (desde 1848) del cantón del Valais. 
Se sabe que el territorio del valle de Goms está habitado desde el neolítico y la Edad del Bronce, aunque de manera duradera solamente a partir de la Edad del Hierro. Los colonos alamanes inmigraron en los siglos VIII y IX, probablemente desde Hasli, como testimonian los topónimos en -ingen (Reckingen, Glurigen, Ritzingen, Selkingen). Más tarde, muchos campesinos alamanes dejarían la región del Valais durante los siglos XII y XIV, deplazándose hacia al este, particularmente por los pasos del valle de Goms, para fundar nuevas colonias (conocidas como Walser).
El distrito de Goms pertenece a la diócesis de Sion. La parroquia de Ernen es mencionada por primera vez en 1214 y la de Münster en 1247; con la excepción de Binn, que se separó de Ernen en 1298, las iglesias y la parroquia que se apartaron de Ernen y Münster lo hicieron solamente a partir del siglo XVI. 
Los orígenes del décimo son inciertos, como lo son los de los otros seis décimos del Valais; estos son seguramente el resultado de la separación en circunscripciones administrativas y judiciales del condado del Valais. El obispo de Sion había recibido la soberanía temporal en su diócesis en 999. El obispo hizo ejercer sus derechos señoriales por vasallos nobles, feudalizando la jurisdicción a los bailíos, y luego a los vidomnes, y la gestión de sus propiedades a los mayores (majors). La mayoría de Ernen es mencionada por primera vez en 1135, como feudo episcopal; en 1247, su instancia también incluía la de Münster. El obispo Guichard Tavel suprimió la mayoría hereditaria de Goms en 1344, para establecer un castellano. En 1379, el vidomnato de Goms fue devuelto al obispo, la jurisdicción pasó entonces a manos de un mayor, que, sin embargo, ya no era funcionario episcopal, sino que representaba la gente del valle, por las que era elegido. El obispo solo debía confirmar su elección. 
La evolución de los cargos de mayor muestra cómo los derechos señoriales pasaron del obispo a los habitantes del valle (o a su representante). En el siglo XV, el décimo de Goms se constituyó como entidad política. Se administraba él mismo, decidía el derecho en vigor en su territorio, detenía las alta y baja jurisdicciones y disponía de una organización militar. Los representantes del décimo entraron a la dieta valaisana, que en un principio era el consejo del obispo de Sion, y que estaba compuesto por nobles y eclesiásticos, pero que en el siglo XV se convirtió en el órgano de los siete décimos. 
El mayor de Goms era elegido cada año por una asamblea o un consejo. En 1447 se llegó a un acuerdo en el que los mayores se elegirían una vez de Ernen y otra de Münster, aunque la sede seguiría en Ernen. Una rivalidad, fuente perpetua de conflictos, subsistió entre Ernen y Münster, que comparten todavía hoy el rol de capital del distrito. En la época "moderna", la elección de los funcionarios del décimo daba lugar a litigios. Según los estatus de 1561, Ernen y Münster debían elegir separadamente el mayor y vicemayor. Los estatus de 1563 dieron a Ernen y a Münster igualdad e introdujeron un sistema de alternancia para el acceso a las funciones militares de abanderado y de capital del décimo. Este acuerdo, confirmado en 1598 por el gran baile, estuvo en vigor hasta 1798. El décimo estaba dividido en nueve barrios, cuatro en la parroquia de Münster y cinco en la de Ernen. El ammannat de Geren, fundado en 1405, la mayoría de Binn (mencionada en 1243), así como el condado de Biel con Glurigen, Ritzigen y Selkingen (mencionado en 1237) formaban jurisdicciones especiales (Freiegericht); en el Fieschertal, un ammann ejercía la justicia en nombre del obispo. 
El nacimiento del décimo de Goms está ligado a un vasto movimiento que hizo que la población campesina se liberara de los señores. En los siglos XIII y XIV, las tierras pertenecían al obispo de Sion, al cabildo catedralicio, a las parroquias de Ernen, Münster y Binn, al convento de Fiesch (Gnadenberg, 1339-1489), a los miembros del clero y a la nobleza. Las tierras eran explotadas por los siervos y los individuos sometidos al bulto. La propiedad campesina existía también, pero solo una comunidad de campesinos libres fue atestada en Biel (1277). A partir del siglo XIII nacieron alrededor de los dominios señoriales unidades económicas que se organizaron en cooperativas, liberándose de sus obligaciones feudales, comprando derechos y bienes. 
De los ochenta y siete grandes bailes del Valais, diecisiete venían de Goms, de los cuales el primero fue Simon Murman ab Wyler (1388) y el último, Jakob Valentin Sigristen (1798). Algunos eventos testimonian el importante papel que ha jugado el décimo en la historia del Valais hasta 1798. En 1211, los habitantes de Goms obligaron al duque Bertoldo V de Zähringen a batirse en retirada a Ulrichen. En el siglo XIV, se opusieron con éxito a los ataques del duque de Saboya que intentaba extender su soberanía feudal a todo el Valais. Cuando el obispo Guichard Tavel nombra como gran baile al duque de Saboya en 1352, los habitantes del Alto Valais buscaron apoyo en los cantones suizos y nombraron al barón Johann von Attinghausen rector de la región encima de Visp. En 1361, Ernen y Münster rehúsan pagar su parte de la indemnización de guerra que se debía pagar a Saboya, y el obispo Tavel se desplazó para exigir la suma. Detenido en Ernen, no fue liberado hasta que no prometió para él mismo la contribución de Goms. En 1416, Lucerna, Uri y Unterwalden concluyeron con Goms un pacto de "comburguesía", al cual todos los décimos, así como el obispo y el capítulo catedralicio de Sion se aliaron enseguida. En 1419, tropas valaisanas vencieron los berneses en Ulrichen. Bajo la administración de Walter Supersaxo, de Ernen (el primero de los doce personajes de Goms que ocuparon el trono episcopal de Sion hasta 1734), los décimos conquistaron los territorios saboyardos de la diócesis de Sion hasta San Mauricio (1475-1476). El obispo Mateo Schinner, también de Ernen, nombrado cardenal en 1511, juega un rol importante en la política europea. Fue expulsado del Valais en 1517 por los partidarios de su adversario, Georges Supersaxo de Goms. Durante los siglos XVI y XVII, el décimo sostuvo una política represiva hacia los protestantes valaisanos, lo que le valió el sobrenombre de Gomesia catholica. En la primavera de 1604, los habitantes de Goms se sublevaron y obligaron a la Dieta valaisana a que tomara medidas contra los protestantes. 
En 1798, la intervención francesa puso fin a la autonomía política de los décimos valaisanos, abriendo paso a una época de mutaciones económicas y culturales. En el siglo XIX, la mayoría de pueblos y aldeas situados a grandes altitudes fueron abandonados, ya que las rentas agrículas eran muy bajas. La construcción de vías transitables en el Simplon (1800-1805) y el Gotard0 (1820-1836) disminuyó la importancia de los pasos de Goms, y la apertura de la línea del túnel ferroviario San Gotardo (1882) interrumpió bruscamente el tráfico de mercancías. Muchas personas emigraron a Romandía, a los países vecinos o a América. Con el tiempo, el transporte fue mejorado, ampliando la atracción de la zona para el turismo de montaña. César Ritz, originario de Niederwald, construyó un imperio hotelero gracias al desarrollo del negocio en su región.

## Comunas
| Distrito de Goms      | Distrito de Goms       | Distrito de Goms |
| Comunas               | Población (31.12.2008) | Superficie km²   |
| --------------------- | ---------------------- | ---------------- |
| Bellwald              | 447                    | 13,7             |
| Binn                  | 147                    | 65,0             |
| Blitzingen            | 78                     | 11,8             |
| Ernen 4               | 518                    | 35,4             |
| Fiesch                | 955                    | 11,3             |
| Fieschertal           | 287                    | 173,0            |
| Grafschaft 1          | 198                    | 22,6             |
| Lax                   | 299                    | 5,0              |
| Münster-Geschinen 2   | 500                    | 48,7             |
| Niederwald            | 44                     | 4,7              |
| Obergoms5             | 718                    | 155,6            |
| Reckingen-Gluringen 3 | 504                    | 41,2             |
| Total (12)            | 4695                   | 588,3            |

### Modificaciones
- 11 de enero de 2001: fusión de las comunas de Biel, Ritzingen y Selkingen en la nueva comuna de Grafschaft.
- 2primavera 2004: fusión de las comunas de Münster y Geschinen en la nueva comuna de Münster-Geschinen.
- 3otoño de 2004: fusión de las comunas de Reckingen y Gluringen en la nueva comuna de Reckingen-Gluringen.
- 4primavera 2005: reunión de las comunas de Ausserbinn, Mühlebach y Steinhaus en la comuna de Ernen.
- 51 de enero de 2009: fusión de las comunas de Obergesteln, Oberwald y Ulrichen en la nueva comuna de Obergoms.

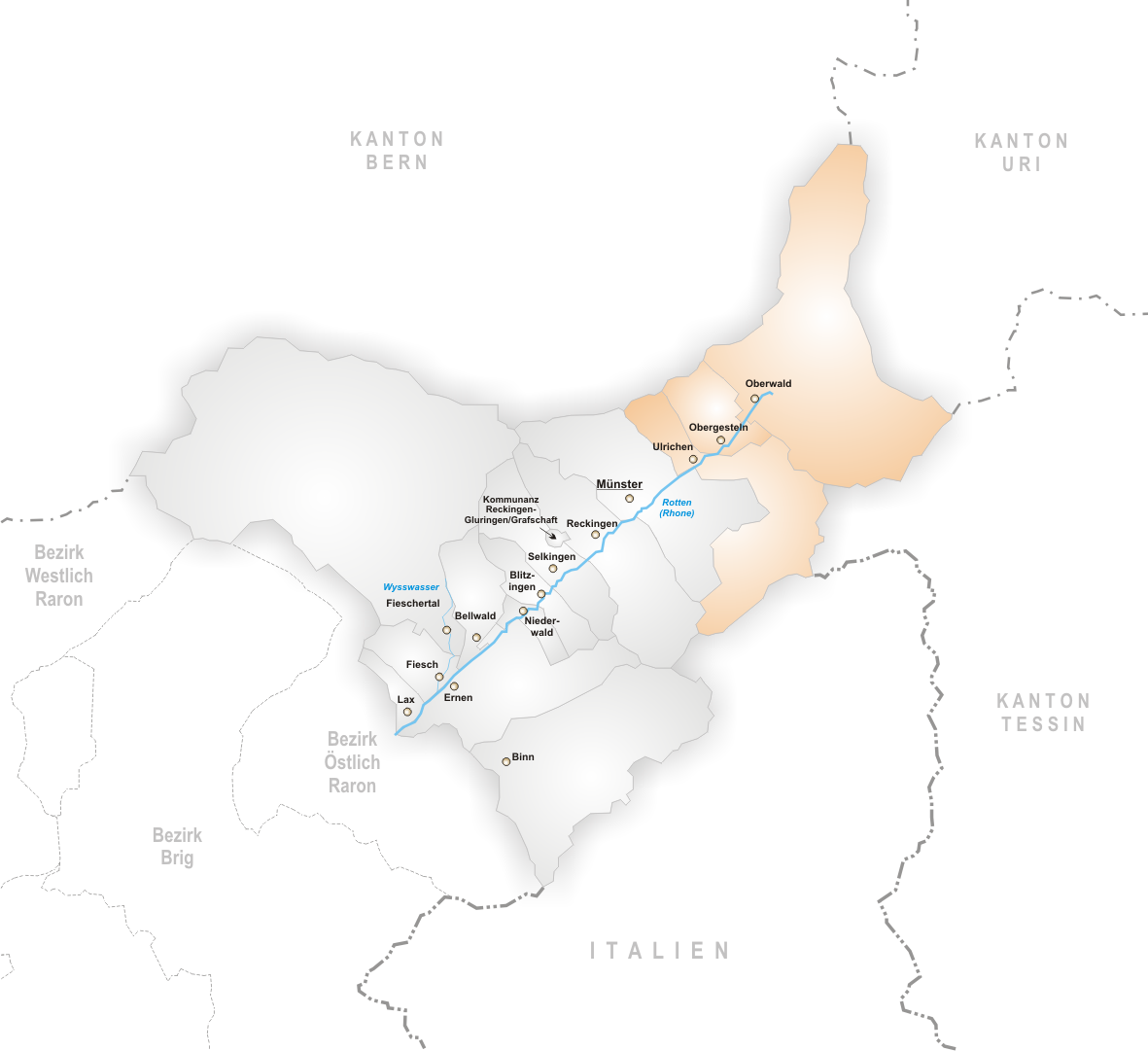
Comunas hasta 2008